# Сага за Егил
Сага за Егил (на старонорвежки: Egils saga) е исландска родова сага, разказваща историята на рода на Егил Скалагримсон, известен викинг и скалд, започвайки от неговия дядо и достигайки до потомците на Егил като по такъв начин историята обхваща събития случили се в периода от ок. 850 до 1000 г. Самото написване на сагата се отнася към времето между 1220 и 1240 г. и като един от възможните автори се посочва Снори Стурлусон.
Действието на сагата започва приблизително ок. 850 г. в Норвегия и проследява живота на няколко поколения от рода на Егил Скалагримсон, включително след преселването им в Исландия.
Родоначалник бил дядото на Егил – Улв. Улв бил известен с прозвището си Квелдулв (Вечерния вълк) понеже притежавал загубено днес древно познание, което му позволявало да променя вида си и да се превръща във вълк. Неговите синове били Грим (бащата на Егил) и Торолв, които били в конфликт с възкачилия се по това време на престола норвежки крал Харал Прекраснокосия.
След като Торолв загинал в сражение, Улв Квелдулв и Грим (или както бил наричан Скала-Грим, „Плешивия Грим“, защото твърде рано оплешивял) били принудени да бягат в Исландия, където се заселили. Там, където днес се намира градчето Борг а Мирум, Скала-Грим си построил ферма и обявил земите наоколо за свое владение, тъй като по това време в Исландия имало много пустеещи земи, които можело да бъдат заселени без да се купуват. От жена си Бера Ингвардотир Скала-Грим имал двама сина, Торолв и Егил, и две дъщери, Сеун и Торун. Всички те израснали във фермата.
По-нататък сагата разказва за детството на Егил, който в пристъп на гняв извършил първото си убийство на седемгодишна възраст, когато заради детска свада разсякъл с брадва главата на местно момче. В по-късни години отново след една обида Егил си навлякъл нови неприятности като убил един от охранителите на Ейрик Кървавата брадва, заради което Ейрик го обявил извън закона (което означавало, че всеки имал право да го убие в пределите на Норвегия) и в продължение на години търсил начин да се разправи с него и да го накаже. Още по-сериозно провинение на Егил било, че убил и сина на крал Ейрик Кървавата брадва – Рьогнвалд, който по това време бил на около десет или единадесет години и всички му възлагали големи надежди. Така че Егил си спечелил смъртен враг в лицето на Ейрик Кървавата брадва.
След време Ейрик Кървавата брада и Егил се срещнали отново, но вече в Нортумбрия, където управлявал Ейрик след като бил свален от престола от брат си Хокон I, а Егил по същото време претърпял там корабокрушение и се озовал право в ръцете на краля. Ейрик Кървавата брадва искал да го екзекутира, но приятелят на Егил се застъпил за него и помолил да се сключи споразумение – ако за една нощ Егил успее да измисли хвалебствена поема за краля, която да му хареса, животът му да бъде пощаден. И действително екзекуцията не се състояла, защото поемата успяла да впечатли дотолкова Ейрик, че той се съгласил да му подари живота.
На доста места в „Сага за Егил“ са включени стиховете на Егил, включително тези, които той рецитирал пред краля.
Сагата разказва също за пътуванията на Егил по Източния търговски път заедно с брат му Торолв и за богатството, което натрупали. Брат му Торолв загинал в сражение, а Егил се оженил за неговата вдовица Асгерд. Асгерд му родила пет деца – дъщерите Торгерд и Бера, и синовете Бьодвар, Гунар и Торстейн.
Егил е представен в сагата като крайно нееднозначна фигура, подвластен на резки, променливи настроения, избухлив и невъздържан, но също така и като смел викинг и талантлив поет. Семейството му не се подчинило на краля на Норвегия и напуснало страната, а една от причините и за личната неприязън на Егил към Ейрик Кървавата брадва станал отказът на краля да му разреши да получи в Норвегия наследствените земи на съпругата си.
Повествованието разказва и за отношенията в семейството на Егил. Интересна особеност в рода било, че докато двамата Торолв били много красиви мъже, то Скала-Грим и Егил, които приличали на външен вид на Улв Квелдулв, се отличавали с много непривлекателен външен вид, а така също и изпадали в берсерски пристъпи, при които ставали неудържими в битка и изключително опасни, но веднага след приключване на боя изпадали в моменти на голяма слабост. Също така любопитното е, че и двамата Торолв загинали млади докато Улв Квелдулв, Скала-Грим и Егил доживели до старост.
В сагата има следното описание на външния вид на Егил: „Егил имал едро лице с широко чело, гъсти вежди и черни очи. Носът не бил дълъг, но много широк, долната част на лицето – огромна с масивна брадичка. Той имал дебел врат и могъщи рамене. Правел впечатление със суровия си вид, а в гнева си бил страшен. Бил добре сложен и много висок. Косите му били тъмни и гъсти, но той рано оплешивял.“
Двама от синовете на Егил починали млади. Особено привързан бил Егил към големия си син Бьодвар, но той се удавил и Егил дълго не можел да се възстанови от тази загуба. Освен дъщерите му останал само най-малкият му син Торстейн, който не приличал на него. Торстейн бил много красив, с бяло лице и светли коси, висок и силен, умен, мек по характер, умерен и спокоен. Егил не го обичал особено, а и Торстейн не бил много привързан към баща си, но бил силно привързан към майка си.
Егил починал на над 80-годишна възраст във фермата си малко преди Исландия да бъде официално покръстена. Загубил силата и зрението си, неговото последно желание било да отиде за последен път на ежегодно провеждания Алтинг (народното събрание) в Алманагяу, където да раздаде от Скалата на Закона натрупаното от него сребро (спечелено по време на службата му при английския крал Етелстан), което пазел в два сандъка. Тъй като близките му се възпротивили, Егил заровил среброто си някъде близо до Мосфелсбер (градче недалеч от днешния Рейкявик) с помощта на двама слуги, които после убил. Така се родила легендата за заровеното от Егил сребърно имане.
Нататък сагата ни запознава с живота на сина на Егил, Торстейн, и неговите деца. Той имал десет деца от съпругата си Йофрид, както и още двама извънбрачни сина. Те оставили многобройно потомство и сред тях имало доста видни личности. Всички, които произлизали от този род, се наричали „Хората от блатата“, защото родният им Борг а Мирум бил заобиколен от блата. Една от дъщерите на Торстейн била красавицата Хелга, описана в Сага за Гунлауг Змийския език, заради която Гунлауг влязъл в двубой с врага си Храфн.